# Bayramovka
Bayramovka (azerbajdzjanska: Dədə Qorqud) är en ort i Azerbajdzjan.   Den ligger i distriktet Saatlı Rayonu, i den sydöstra delen av landet, 140 kilometer väster om huvudstaden Baku. Antalet invånare är 2 137.
Terrängen runt Bayramovka är mycket platt. Runt Bayramovka är det ganska tätbefolkat, med 72 invånare per kvadratkilometer.. Närmaste större samhälle är Saatlı, 7,4 kilometer norr om Bayramovka.
Trakten runt Bayramovka består till största delen av jordbruksmark.